# Черветери
Черве́тери (итал. Cerveteri [tʃerˈvɛːteri]) — город в центральной Италии, в регионе Лацио. В древности был городом-государством этрусков и назывался Каисра, или Цере. Некрополи Черветери известны богатыми погребениями и включены в список объектов Всемирного наследия ЮНЕСКО. 
Покровителем города почитается святой архангел Михаил, празднование 8 мая.

## История
Античный Цере стоял на туфовом плато в 7 километрах от Тирренского моря. В 13 километрах к северу от него, непосредственно на побережье, располагался принадлежавший ему порт Пирги. Входил в этрусский союз. Большинство захоронений обширных этрусских некрополей (Бандитачча и Монте-Абатоне, расположены к северу и к югу от города) датируется VII—III вв. до н. э. 
Начиная с I века до нашей эры место древнего Цере постепенно приходит в запустение. В течение IX и X веков прибрежье часто опустошали арабы. В конце XII века город пострадал от крупной эпидемии малярии, после чего немногочисленные выжившие жители покинули свои дома и переселились в крепость Чери в 4,5 км к востоку.
В XVII веке развалины приобрело богатое семейство Русполи, которое взялось за возрождение «Старого Цере» (Caere Vetus — в противоположность новому городу, под которым понималась крепость Чери). Глава этого рода с 1709 года и до настоящего времени носит титул князя Черветери. На месте древних укреплений Русполи строят княжескую резиденцию (ныне краеведческий музей). Заброшенные церкви ожили, на площадях появились украшенные фресками дома. 
Средневековый Черветери занимает лишь пятнадцатую часть площади античного города, а новые районы города построены к юго-западу от зоны археологических раскопок. В 1830-х годах начались раскопки, которые открыли саркофаг супругов и другие эталонные образцы этрусской культуры.

## Археологические достопримечательности
- См. статью Некрополи Черветери